# Frankie and Johnny in the Clair de Lune
Frankie and Johnny in the Clair de Lune, portata in scena in Italia con il titolo di Paura d'amare, è un'opera teatrale del drammaturgo statunitense Terrence McNally, debuttata a New York nel 1987.

## Trama
La pièce racconta dell'amore nato tra un uomo e una donna di mezz'età. Dopo un buon primo appuntamento, i due finiscono a letto; Johnny, un cuoco, è in una buona forma fisica, mentre Frankie, una cameriera, è grassottella e poco attraente. Johnny è sicuro di aver trovato l'anima gemella, mentre Frankie è più cauta con i propri sentimenti e le proprie aspettative. Durante la notte, i due parlano dei propri sentimenti e una futura relazione sembra profilarsi per i due.

## Produzioni
La commedia debuttò al Stage II del Manhattan Theatre Club nell'Off Broadway il 2 giugno 1987 e rimase in cartellone per due settimane. Paul Benedict curava le regia, mentre Kathy Bates e F. Murray Abraham interpretavano i due protagonisti. Il 14 ottobre la pièce tornò in scena al Manhattan Theatre Club, questa volta con Kenneth Welsh nel ruolo di Johnny. Per la sua interpretazione Kathy Bates fu candidata all'Obie Award nel 1988. Nella stagione 1989-1990, la pièce andò in scena anche a Londra, al Comedy Theatre (ora Harold Pitner Theatra), con Brian Cox e Julie Walters.
Joe Mantello diresse la prima di Broadway della commedia, che rimase in cartellone per 243 repliche e 15 anteprime dal 26 luglio 2002 al 9 marzo 2003. Edie Falco e Stanley Tucci interpretavano i due protagonisti e furono poi rimpiazzati da Rosie Perez e Joe Pantoliano nel gennaio 2003. La produzione ricevette due candidature ai Tony Award, al miglior revival di un'opera teatrale e al migliore attore protagonista in un'opera teatrale per Stanley Tucci.
Dal maggio all'agosto 2019 la commedia torna a Broadway, in scena al Broadhurst Theatr, con Audra McDonald e Michael Shannon nel ruolo dei due protagonisti e la regia di Arin Arbus. Come la produzione precedente, anche questo allestimento ottenne due candidature ai Tony Award, al miglior revival di un'opera teatrale e alla migliore attrice protagonista di un'opera teatrale per Audra McDonald.

## Adattamento cinematografico
Garry Marshall ha diretto l'adattamento cinematografico della commedia, con Al Pacino e Michelle Pfeiffer, per la prima volta insieme sullo schermo dai tempi di Scarface. Michelle Pfeiffer fu candidata al Golden Globe per la sua interpretazione.